# Alf Henrikson-priset
Alf Henrikson-priset, som instiftades 1980, tilldelas personer som genom gediget yrkeskunnande bidragit till den goda litterära produkten. De kan vara författare, formgivare, bokbindare, journalister, tecknare, översättare, musiker, librettister eller något annat med litterär anknytning.
Prissumman varierar. Bidrag till finansieringen kommer från flera håll. Pristagaren utses av en jury, som tillsätts av Alf Henrikson-sällskapets styrelse och med Sällskapets ordförande som juryns ordförande.

## Historik
När Alf Henrikson firade sin 75-årsdag 1980 hörde Bokförlaget Bra Böcker till gratulanterna med en ”mångårig födelsedagspresent” för att därmed tacka för stimulerande samarbete och god vänskap.
Gåvan bestod i att Alf under sin återstående livstid till sin födelsedag skulle få utse en stipendiat som förärades en delsumma ur hans 75-årspresent. Stipendiaten valde han helt själv, ingen jury var inblandad.
Efter Alf Henriksons bortgång 1995 upphörde stipendieutdelningen och återupptogs år 2000 när Alf Henrikson-sällskapet med bidrag från Dagens Nyheter kunde vidareföra traditionen. År 2008 ändrade Sällskapets styrelse benämningen till Alf Henrikson-priset för att tydliggöra utmärkelsens syfte: "Att premiera och stödja det litterära hantverkets olika uttryck." 
Efter år 2000 utses pristagare av en jury som tillsätts av Alf Henrikson-sällskapets styrelse och med Sällskapets ordförande som juryns sammankallande

## Pristagare
- 1980 – Göran Malmqvist
- 1981 – Karl-Erik Forsberg och Vidar Forsberg
- 1982 – C.G. Bjurström
- 1983 – Björn Berg
- 1984 – Ana Maria Narti
- 1985 – Bent W. Dahlström
- 1986 – Harry Järv
- 1987 – Elsa Brita Marcusen
- 1988 – Marianne Alopaeus
- 1989 – Gösta Vogel-Rödin
- 1990 – Bitte Hall och Björn Barlach
- 1991 – Kjerstin Dellert
- 1992 – Gunnar Brusewitz
- 1993 – Gudrun Svensson och Sven-Olof Nystedt
- 1994 – Bertil Forsman
- 1995 – Rolf Janson
- 2000 – Christer Åsberg
- 2001 – Maja Lundgren
- 2002 – Göte Göransson
- 2003 – Magnus Florin
- 2004 – Jan Berglin
- 2005 – Susanne Rydén
- 2006 – Marianne Söderberg
- 2007 – Fredrik Sjöberg
- 2008 – Robert Sund
- 2009 – Lars Huldén
- 2010 – Sissela Kyle
- 2011 – Lasse Zilliacus
- 2012 – Stefan Wermelin och Staffan Schöier
- 2014 – Anna Schytt
- 2015 – Mats Holmberg och Håkan Ljung
- 2016 – Johanna Röjgård
- 2017 – Thomas Qvarsebo
- 2018 – Huskvarna hembygdsförening
- 2019 – Marie Lundström[4]
- 2020 – Sven Idar
- 2021 – Henrik Ekman
- 2022 – Katarina Barrling
- 2023 – Henrik Huldén[5]